# Marek Andrzejewski (historyk)
Marek Andrzejewski (ur. 4 października 1947 w Bydgoszczy, zm. 29 listopada 2023 w Gdańsku) – polski historyk, profesor nauk humanistycznych.

## Życiorys
W 1966 ukończył I Liceum Ogólnokształcące im. Mikołaja Kopernika w Gdańsku. W latach 1966–1973 studiował historię na Uniwersytecie Mikołaj Kopernika w Toruniu następnie na Uniwersytecie Gdańskim. Doktorat obronił w 1976 na podstawie pracy Socjaldemokratyczna Partia Wolnego Miasta Gdańska 1920–1936, habilitował się w 1987 na podstawie rozprawy Wolne Miasto Gdańsk w rewizjonistycznej propagandzie niemieckiej 1920–1939. W 1996 uzyskał tytuł profesora nauk humanistycznych. W 2005 został profesorem zwyczajnym. 
W latach 1973–1975 pracował Ośrodku Analiz i Dokumentacji Prasowej w Gdańskim Wydawnictwie Prasowym. W latach 1976–1989 był zatrudniony w Bibliotece Głównej UG. W latach 1989–2018 pracował w Instytucie Historii UG. Specjalizował się w historii najnowszej. Pełnił funkcję kierownika Pracowni Historii Współczesnych Ruchów Społeczno-Politycznych na Wydziale Historycznym Uniwersytetu Gdańskiego.
Stypendysta Miasta Gdańska i Fundacji Friedricha Eberta. W 2000 otrzymał Nagrodę Prezydenta Miasta Gdańska w Dziedzinie Kultury, w 2018 Brązowy Medal Uniwersytetu Gdańskiego „Bene merito et merenti”.  
Zmarł w Gdańsku, pochowany 5 grudnia 2023 na cmentarzu Oliwskim (kwatera Kolumbarium I-C-11).

## Ważniejsze publikacje
- Socjaldemokratyczna Partia Wolnego Miasta Gdańska: 1920–1936 (1980)
- Elbląg w latach 1918–1939 (1987)
- Wolne miasto Gdańsk w rewizjonistycznej propagandzie niemieckiej: 1920–1939 (1987)
- Opposition und Widerstand in Danzig 1933 bis 1939 (1994)
- Biblioteki w międzywojennym Gdańsku (1995)
- Gdański socjaldemokrata Erich Brost (1995)
- Socjaldemokrata Kurt Schumacher: z Chełmna do Hanoweru (1995)
- Ludzie Wolnego Miasta Gdańska (1920–1939): informator biograficzny (1997)
- Man muss doch informiert sein, um leben zu können: Erich Brost, Danziger Redakteur, Mann des Widerstandes, Verleger und Chefredakteur der „Westdeutschen Allgemeinen Zeitung” (wraz z Hubertem Rinklake, 1998)
- Die Elbinger Presse vor 1945 (2002)
- Schweizer in Polen: Spuren der Geschichte eines Brückenschlages (2002)
- Erich Brost: życie i działalność gdańskiego socjaldemokraty (2003)
- Od Bismarcka do Schrödera: portrety niemieckich kanclerzy (2003)
- Roman Korynt: legenda gdańskiej Lechii (2004)
- Polityczna emigracja z Wolnego Miasta Gdańska 1933–1939 (1945) (2005)
- Die Bibliotheken in der Freien Stadt Danzig (2006)
- Gabriel Narutowicz: Wasserbauer, Hochschullehrer und Politiker (2006)
- Zarys dziejów Uniwersytetu Gdańskiego: sześćdziesiąt lat tradycji polskiego szkolnictwa pedagogicznego i ekonomicznego na Wybrzeżu (wraz z Lechem Mokrzeckim i Józefem Arno Włodarskim, 2006)
- „Ta Szwajcaria to raj ziemski”: obraz Szwajcarii w polskiej publicystyce, wspomnieniach i beletrystyce (1870–1918) (2007)
- Marzec 1968 w Trójmieście (2008)
- Od Eberta do Köhlera: portrety niemieckich prezydentów (2009)
- Wolne miasto Gdańsk (1920–1939): leksykon biograficzny (2009)
- „Solidarność” w wybranych polskich i obcych podręcznikach szkolnych do historii (2010)
- Od Londynu do Warszawy: zarys dziejów metra (2011)
- Gabriel Narutowicz (2012)
- Z dziejów kina w Gdańsku w latach 1896–1945[11]